# Seweryn Dyja
Seweryn Dyja (ur. 1947) – polski strażak, nadbrygadier Państwowej Straży Pożarnej.

## Życiorys
W okresie od  15 maja 2002 do 12 stycznia 2006 piastował funkcję małopolskiego komendanta wojewódzkiego Państwowej Straży Pożarnej w Krakowie. 4 maja 2004 otrzymał nominację na stopień nadbrygadiera z rąk Prezydenta RP Aleksandra Kwaśniewskiego.